# Sus cebifrons
Il cinghiale dalle verruche delle Visayas (Sus cebifrons Heude, 1888) è una specie criticamente minacciata di cinghiale, endemico delle Isole Visayas, nelle Filippine centrali.

## Descrizione
Il cinghiale dalle verruche delle Visayas deve il suo nome a tre paia di «verruche» carnose presenti sul muso del maschio. I biologi sostengono che il motivo della loro presenza sia quello di costituire una difesa naturale contro le zanne dei maschi rivali durante i combattimenti. I maschi sono ricoperti inoltre da ruvide setole ispide.

## Biologia

### Alimentazione
I cinghiali dalle verruche delle Visayas tendono a vivere in gruppi composti da quattro a sei esemplari. La loro dieta comprende le radici, i tuberi e i frutti che possono trovare nella foresta. Si nutrono anche di vegetali coltivati. Da quando circa il 95% del loro habitat naturale è stato spazzato via dai coltivatori locali per far spazio ai loro raccolti, la propensione dei cinghiali a nutrirsi di piante coltivate è aumentata drammaticamente. Dato che la terra sfruttata a scopi agricoli diviene spesso improduttiva dopo pochi anni, le fonti alimentari di questi cinghiali sono estremamente limitate, fattore che ha contribuito significativamente alla diminuzione del loro numero.

### Riproduzione

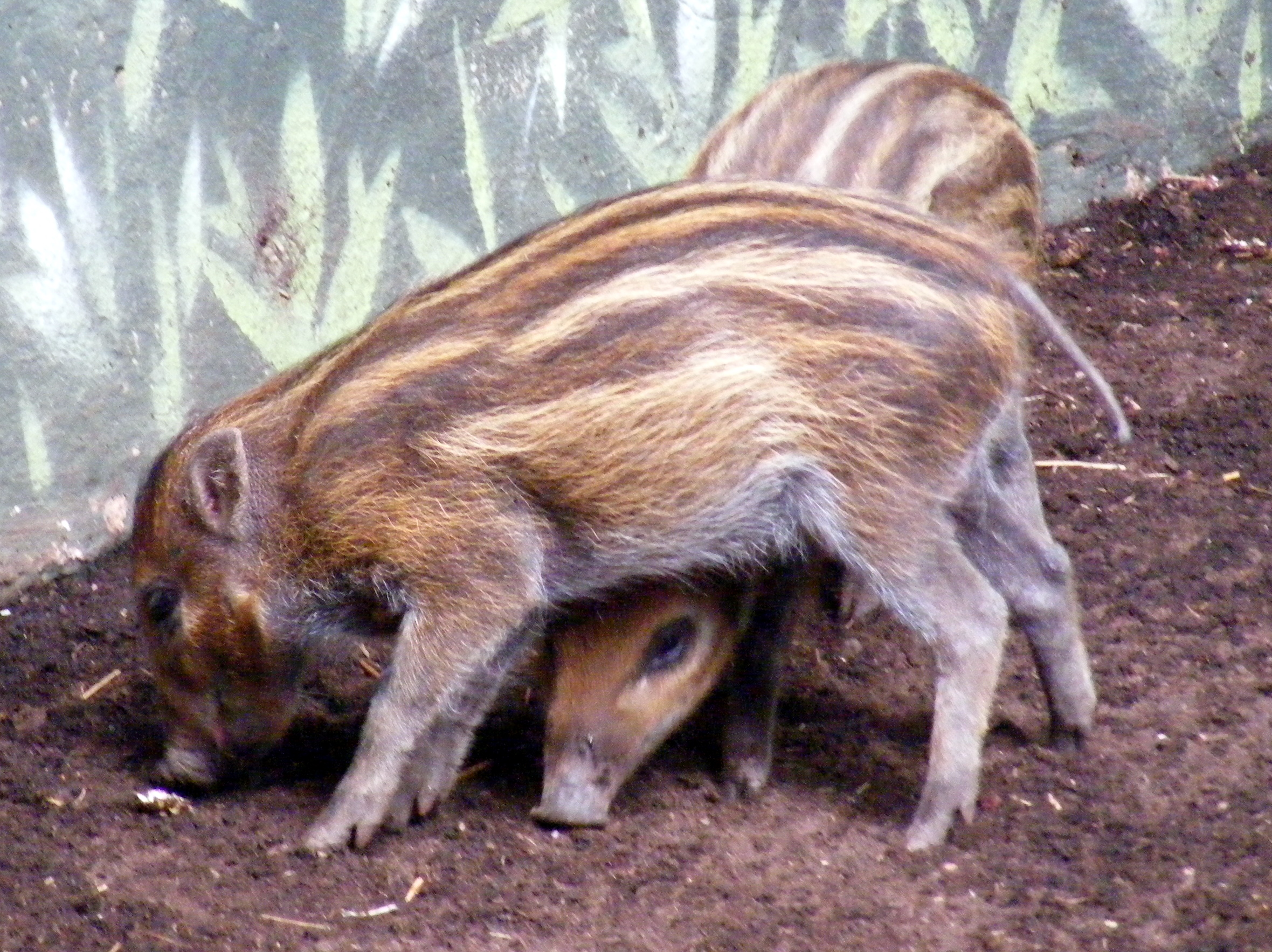
Porcellini di cinghiale dalle verruche delle Visayas, Sus cebifrons.

Porcellini di cinghiale dalle verruche delle Visayas sono stati spesso avvistati durante la stagione secca tra i mesi di gennaio e febbraio nel loro habitat originario delle Isole Visayas occidentali. Il numero di porcellini per cucciolata è quasi sempre di tre o quattro.

## Distribuzione e habitat
In passato il cinghiale dalle verruche delle Visayas era endemico di sei isole delle Filippine. Oggi è però estinto su quattro di queste.

## Tassonomia
Sono state descritte due sottospecie:
- Sus cebifrons cebifrons - cinghiale dalle verruche di Cebu (ritenuto estinto)
- Sus cebifrons negrinus - cinghiale dalle verruche di Negros. Di questa sottospecie rimangono due popolazioni separate sull'isola di Negros e su Panay. Entrambe le popolazioni sono rimaste isolate fisicamente e geneticamente fin dall'ultima era glaciale (circa 12.000 anni fa). Le testimonianze di alcuni studiosi fanno sperare che ne esista una piccola popolazione anche sull'isola di Masbate.

## Conservazione
La IUCN Red List classifica Sus cebifrons come specie in pericolo critico di estinzione (Critically Endangered);la specie è minacciata dalla distruzione dell'habitat, dalla scarsità di cibo e dalla caccia.
Piccole popolazioni protette si trovano in varie aree naturali protette nelle Filippine tra cui il Parco naturale del monte Kanla-on, il Parco naturale del Northern Negros e il Parco naturale dei laghi gemelli di Balinsasayao.
In Europa, questa specie è stata introdotta nel 2004 e si è rapidamente stabilita in 65 zoo. I primi animali, quattro maschi e quattro femmine provenienti dall'isola di Negros, furono importati dagli zoo di Poznan e Rotterdam in qualità di prestito del governo filippino. Il programma europeo di allevamento è coordinato dallo zoo di Rotterdam.
Anche negli zoo degli Stati Uniti si possono trovare questi animali. San Diego è stato il primo zoo al di fuori di quelli filippini ad ospitarli e a farli riprodurre.
Esemplari in cattività si trovano inoltre presso la Crocolandia Foundation e la Negros Forests and Ecological Foundation, Inc., entrambi nelle Filippine.
L'attuale programma di conservazione per S. c. negrinus comprende programmi di riproduzione in cattività allo Zoo di Rotterdam per i cinghiali provenienti da Negros e allo Zoo di San Diego per quelli di Panay.